# Hypotaenidia okinawae
Il rallo di Okinawa (Hypotaenidia okinawae (Yamashina e Mano, 1981)) è un uccello della famiglia dei Rallidi originario dell'isola omonima, dove è noto come Yanbaru Kuina.

## Tassonomia
L'esistenza di questa specie venne confermata solamente nel 1978, malgrado voci sulla presenza di un rallo non identificato girassero già almeno dal 1973; inoltre, è probabile che l'uccello delle storie locali conosciuto come agachi kumira fosse un rappresentante di questa specie. La descrizione ufficiale del rallo di Okinawa, effettuata da Yoshimaro Yamashina e T. Mano sul Journal of the Yamashina Institute of Ornithology, risale al 1981. Tale descrizione venne effettuata a partire da un esemplare ritrovato morto il 2 giugno sul monte Fuenchiji (distretto di Kunigami). Inizialmente venne classificato nel genere Rallus, ma in seguito è stato trasferito in Gallirallus e recentemente in Hypotaenidia, un genere comprendente ralli di media grandezza, spesso incapaci di volare, diffusi in Australasia e Asia. È strettamente imparentato con il rallo barrato (H. torquata) e il rallo della Nuova Britannia (H. insignis).

## Descrizione
Il rallo di Okinawa misura circa 30 cm di lunghezza, ha un'apertura alare di 50 cm e pesa circa 435 g. È quasi del tutto incapace di volare ed ha ali e coda molto brevi. Il grosso becco è di colore rosso brillante, con l'estremità biancastra. Le lunghe zampe robuste sono rosse, così come l'iride e l'anello perioculare.
Le regioni superiori sono di colore marrone-oliva, mentre quelle inferiori sono nere con sottili strisce bianche. La faccia è nera, con una macchia bianca tra il becco e l'occhio e una linea bianca che si estende da dietro all'occhio fino ai lati del collo. Le copritrici del sottocoda sono di colore marrone scuro con strisce chiare.
Gli esemplari giovani sono più chiari degli adulti e nella zona inferiore, al posto delle strisce bianche, presentano una serie di chiazze. In essi la macchia davanti all'occhio è di colore marrone, mentre la striscia dietro a esso è più breve che negli adulti. Il becco e l'iride sono marroncini e le zampe e i piedi giallo ocra.
È un uccello rumoroso che emette una vasta gamma di forti richiami. Questi vengono emessi soprattutto la mattina presto e la sera, generalmente sul terreno, ma talvolta anche sui rami degli alberi. Le coppie spesso «cantano» insieme e nella stessa area sono stati uditi fino a 12 esemplari.

## Distribuzione e habitat
Okinawa è la maggiore delle isole Ryukyu, un gruppo insulare situato nel Giappone meridionale. Il rallo è presente solamente nello Yanbaru, la parte più settentrionale dell'isola. Occupa un areale di appena 260 km². Si incontra dal livello del mare fino alle cime dei monti più elevati, a 498 m di altitudine. In inverno, alcuni esemplari si spostano verso quote inferiori o un po' più a sud delle zone che costituiscono l'areale di nidificazione.
Vive soprattutto nelle foreste di latifoglie sempreverdi, ma anche nelle paludi, nei prati e nelle zone coltivate poste in vicinanza di zone boschive e corsi d'acqua. Nell'habitat del rallo la specie di albero dominante è l'itaji (Castanopsis sieboldii), ma esso si incontra anche in zone occupate da altri alberi, come il pino delle Ryukyu (Pinus luchuensis). La specie necessita di un fitto sottobosco, così come di specchi d'acqua in cui fare il bagno.

## Biologia
Il rallo di Okinawa è un pessimo volatore, ma è in grado di correre rapidamente. Trascorre la maggior parte del tempo sul terreno, ma di solito dorme sugli alberi, su un ramo o un tronco inclinato, che raggiunge arrampicandosi. La mattina, prima di lasciarsi cadere sul terreno, il rallo si rassetta il piumaggio e si stiracchia un po'. Generalmente si aggira nel fitto del sottobosco, ma per fare il bagno si spinge anche in zone aperte. Si immerge in acqua per 2-4 minuti, prima di pulirsi il piumaggio per altri 4-20 minuti.
Si nutre di lucertole, anfibi, chiocciole e grossi insetti, come le locuste. Le prede vengono catturate quasi sempre sul terreno della foresta, ma anche nelle acque poco profonde.
Le coppie sono monogame e sembra che restino unite per tutta la vita. Il nido, fatto di foglie, erba e fronde di felce, viene costruito sul terreno. Le uova vengono deposte tra maggio e luglio e ciascuna covata ne comprende 2-4. Hanno forma ovale e una colorazione bianca, con macchioline rossastre, rosate o marroncine concentrate attorno al polo maggiore. I piccoli sono ricoperti da un piumino nero, hanno zampe e piedi giallastri e il becco bianco, con la base e l'estremità nerastre. Le uova e i piccoli cadono spesso preda dell'habu (Trimeresurus flavoviridis), un serpente velenoso.

## Conservazione
Il rallo di Okinawa viene classificato dalla BirdLife International tra le specie in pericolo, data la popolazione poco numerosa, in diminuzione, e l'areale limitato. Nel 1986 la popolazione totale veniva stimata sui 1800 esemplari. Le ricerche sul campo effettuate tra il 1996 e il 2004, però, hanno indicato una diminuzione della popolazione, scesa a 720 capi, e una contrazione verso nord dell'areale del 40% circa. Tuttavia, nel corso di un'altra ricerca del 2006 non sono state riscontrate ulteriori contrazioni dell'areale.
La specie è minacciata dalla perdita e della frammentazione delle foreste nelle quali vive, a causa della deforestazione, dell'agricoltura e della costruzione di strade, dighe e campi da golf. Un'ulteriore minaccia è costituita dai predatori introdotti dall'uomo, come gatti, cani e manguste di Giava, mentre ogni anno vari esemplari muoiono investiti dai veicoli sulle strade che attraversano l'isola.
La specie gode di protezione legale in Giappone ed è stata dichiarata «Monumento naturale» e «Uccello Speciale ai fini della Protezione». Lo Yambaru è divenuto parco nazionale nel 1996 e altre zone boschive sono state acquistate da organizzazioni conservazioniste e dichiarate riserve naturali. Nelle foreste, intanto, sono in corso programmi di eradicazione per ridurre il numero dei predatori, mentre in altre zone il traffico è stato limitato per ridurre il numero di uccelli uccisi sulle strade. Per il futuro, intanto, gli studiosi stanno progettando un programma di riproduzione in cattività.